# La Lorelei brune
Pour plus de détails, voir Fiche technique et Distribution.
La Lorelei brune ou La Fugitive du Rhin (titre original : Whirlpool) est un film britannique réalisé par Lewis Allen et sorti en 1959.

## Synopsis
En Allemagne, la Française Lora, pour échapper à l'emprise de son amant et mauvais génie Herman, a trouvé un emploi de serveuse dans une brasserie de Cologne. Mais Herman la retrouve et lui demande de faciliter le rendez-vous qu'il a pris dans la brasserie pour une louche transaction monétaire. Les tractations se passent mal à cause de faux billets ; Herman poignarde son interlocuteur et entraîne Lora dans sa fuite.
Les fugitifs sont pourchassés par la police et Lora, désirant se séparer définitivement d'Herman, décide de tenter sa chance en s'enfuyant par la voie fluviale, moins contrôlée par la police, tandis que lui empruntera un autocar pour se rendre aux Pays-Bas. Mais à la gare routière, Herman, interpellé par un policier, abat celui-ci et, comme il ne peut plus franchir la frontière, se met sur la piste de Lora (c'est aussi l'idée qui vient à la police).
Par l'intermédiaire du jeune Derek, mousse à bord de la péniche Clémentine, Lora fait la connaissance de l'équipe de mariniers, le capitaine Rolf ainsi que son second Georg et sa femme Dina. Rolf accepte de prendre Lora à bord de sa péniche qui remonte le Rhin jusqu'à Bâle via Strasbourg, destination de Lora. La police, qui a retrouvé la trace de Lora, demande à Rolf de faire semblant d'ignorer qu'elle est recherchée, car elle un appât qui va lui permettre d'appréhender Herman. Des sentiments amoureux naissent entre Rolf et Lora, mais sont contrariés par la connivence de Rolf avec la police.
Le dénouement fatal survient devant le rocher de la légendaire Lorelei où Rolf et Herman se livrent une lutte acharnée jusqu'à ce que Herman disparaisse dans les flots comme s'il avait été vaincu autant par le courroux de la brune Lora que par les maléfices de la blonde Lorelei.

## Thèmes et contexte
La légende germanique de la blonde Lorelei revue et corrigée façon sombre mélodrame moderne pour une Lora-Lorelei brune. Juliette Gréco, avant de se muer en camionneuse dans Le Grand Risque de Richard Fleischer (1961), se fait ici marinière chaussée de sabots blancs et maniant périlleusement la barre entre le gentil O.W. Fischer et le méchant William Sylvester. L'action se déroule tout au long des rives de l'éternel et esthétique Rhin romantique, mises en valeur par la photographie pastel, nuancée de gris, d'ocre et de vert tendre, signée Geoffrey Unsworth.

## Fiche technique
- Titre original : Whirlpool
- Titre français : La Lorelei brune
- Titre alternatif français : La Fugitive du Rhin
- Réalisation : Lewis Allen
- Scénario : Laurence P. Bachmann d’après son roman The Lorelei (Collins Publishing, Londres, 1957)
- Adaptation : Marcel Stellman
- Décors : Jack Maxsted
- Costumes : Julie Harris
- Photographie : Geoffrey Unsworth
- Son : Dudley Messenger, Gordon K. McCallum
- Montage : Russel Lloyd
- Musique : Ron Goodwin
- Chansons : 
  - Whirlpool, paroles anglaises de Marcel Stellman et musique de Ron Goodwin, interprétée par Juliette Gréco
  - Pieds nus dans mes sabots (Barefoot In My Clogs) paroles anglaises et françaises de Marcel Stellman et musique d'Henri Patterson, interprétée par Juliette Gréco
- Pays d’origine :  Royaume-Uni
- Tournage : 
  - Langue : anglais
  - Intérieurs : Pinewood Studios (Royaume-Uni)
  - Extérieurs : vallée du Haut-Rhin moyen, Boppard, Coblence, Cologne (Allemagne)
- Production : Sam Lomberg, George Pitcher
- Société de production : The Rank Organisation (Royaume-Uni)
- Sociétés de distribution : The Rank Organisation, Granada International (Royaume-Uni), Action & Communication (France)
- Format : couleur par Eastmancolor — 35 mm — 1.33:1 — son monophonique
- Genre : drame
- Durée : 91 minutes
- Date de sortie :
  - Suède : 12 octobre 1959

## Distribution
- Juliette Gréco : Lora
- O. W. Fischer : Rolf
- William Sylvester : Herman
- Muriel Pavlow : Dina
- Marius Goring : Georg
- Peter Hilling : Braun
- Lily Kann : Madame Steen
- Geoffrey Bayldon : Wendel
- Richard Palmer : Derek
- Harold Kasket : Stiebel
- Victor Brooks : l'homme aux bottes
- Arthur Howell : le pilote

## Autour du film
- Juliette Gréco[1] : « La Lorelei brune. Super-production navet avec O.W. Fischer. Terrible personnage qui s’attirera la haine et le mépris de presque toute l’équipe. Trois heures de maquillage chaque matin, poil par poil manquant à l’appel[2]. À ce propos, une atroce histoire de vengeance a semé une odeur bizarre dans les couloirs du studio de Pinewood, près de Londres, où se terminait le tournage du film.
Gréco et O. W. Fischer étaient fâchés pour de multiples raisons, dont la moindre était la violence avec laquelle Gréco lui avait assené quelques vérités pas très bonnes à dire et fort déplaisantes à entendre. Chacun de son côté avait donc refusé avec énergie de tourner ensemble la dernière scène du film au cours de laquelle ils étaient supposés échanger un long, amoureux et ultime baiser d’adieu. C’est à des horaires et des jours différents, avec l’aide de dos de leurs doublures respectives, que la question fut résolue. Vedette de face doublure de dos, champ contre champ. Ce qu’O. W. ignorait, c’est que, dit-on, une maligne personne avait substitué aux poils morts que l’on collait chaque matin sous le nez de l’acteur en guise de moustache, d’autres, fraîchement coupés à l’endroit le plus secret de la diablesse. Personne n’a jamais su le fin mot de l’histoire. Tout le monde l’espérait véridique. […] Au cours de ce même tournage, Gréco avait rencontré un comédien excellent et séduisant, William Sylvester. Ils découvrirent ensemble la petite ville de Boppard au bord du Rhin et le rocher de la Lorelei blonde, la vraie fausse. Impressionnant dans les brumes matinales, romantique quand on descend à bord d’une lourde péniche le fleuve inquiétant. Elle s’amusait beaucoup, Gréco. Trop sans doute car sans crier gare, DFZ arriva sur les lieux, prévenu par quelque bonne âme. Il avait la moustache hérissée. Il resta jusqu’à la fin du tournage. »

## Vidéographie
- 2009 : Whirlpool, version originale sous-titrée en français, version remasterisée, Dolby, 1 DVD  PAL Zone 2, sans bonus, Action & Communication, présentation en ligne